# Yuko Oita
Yuko Oita (尾板 裕子, Oita Yūko, 3 augustus 1969) is een Japans voormalig voetbalster.

## Carrière
Oita maakte op 21 januari 1986 haar debuut in het Japans vrouwenvoetbalelftal tijdens een wedstrijd tegen India. Ze heeft drie interlands voor het Japanse vrouwenelftal gespeeld.

## Statistieken
| Japans vrouwenvoetbalelftal | Japans vrouwenvoetbalelftal | Japans vrouwenvoetbalelftal |
| Jaar                        | Wed.                        | Dlp.                        |
| --------------------------- | --------------------------- | --------------------------- |
| 1986                        | 2                           | 0                           |
| 1987                        | 1                           | 0                           |
| Totaal                      | 3                           | 0                           |